# Bostonia, Kalifornien
Bostonia är en ort (CDP) i San Diego County, i delstaten Kalifornien, USA. Enligt United States Census Bureau har orten en folkmängd på 15 379 invånare (2010) och en landarea på 5 km².